# خلج علیا
خلج علیا روستایی در دهستان هندودر بخش سربند شهرستان شازند استان مرکزی ایران است.

## جمعیت
بر پایه سرشماری عمومی نفوس و مسکن در سال ۱۳۹۵ جمعیت این روستا ۳۷ نفر (۱۷خانوار) بوده‌است.